# Divisione No. 9 (Saskatchewan)
La Divisione No. 9 è una divisione censuaria del Saskatchewan, Canada di 34.736 abitanti.

## Comunità
- Comunità principali
  - Canora
  - Kamsack
  - Norquay
  - Preeceville
  - Springside
  - Sturgis
  - Yorkton
- Municipalità rurali
  - RM No. 241 Calder
  - RM No. 243 Wallace
  - RM No. 244 Orkney
  - RM No. 245 Garry
  - RM No. 271 Cote
  - RM No. 273 Sliding Hills
  - RM No. 274 Good Lake
  - RM No. 275 Insinger
  - RM No. 301 St. Philips
  - RM No. 303 Keys
  - RM No. 304 Buchanan
  - RM No. 305 Invermay
  - RM No. 331 Livingston
  - RM No. 333 Clayton
  - RM No. 334 Preeceville
  - RM No. 335 Hazel Dell
- Riserve
  - Cote 64
  - Keeseekoose 66
  - Keeseekoose 66A
  - Keeseekoose 66-CA-04
  - Keeseekoose 66-CA-05
  - Keeseekoose 66-CA-06
  - Keeseekoose 66-KE-04
  - Keeseekoose 66-KE-05
  - The Key 65